# Pregelj
Pregelj  je priimek več znanih Slovencev:
- Alojzij Pregelj (1876—1940), prometni uradnik in organizator
- Andrej Pregelj (*1957), fizik   (in več drugih oseb, mdr. *1944)
- Barbara Pregelj (*1970), literarna zgodovinarka in prevajalka, založnica?
- Bazilija Pregelj (1920—2009), pedopsihiatrinja
- Bine Pregelj, glasbenik multiinstrumentalist
- Bogo Pregelj (1906—1970), bibliotekar, prevajalec, pisatelj in publicist
- Ciril Pregelj (1887—1966), glasbeni pedagog, skladatelj in zborovodja
- Ivan Pregelj (1883—1960), književnik (pisatelj, dramatik, pesnik in kritik)
- Leon Pregelj, jazzovski pianist
- Lea (Leopoldina) Plut Pregelj (*1946), pedagoginja, didaktičarka
- Marij Pregelj (1913—1967), slikar, likovni pegagog, prof. ALU
- Martin Pregelj (*1977), nogometaš
- Matej Pregelj, fizik
- Milan Pregelj, duhovnik, župnik v Novi Gorici (od 2024)
- Mira Pregelj (1905—1966), slikarka
- Peter Pregelj, psihiater
- Rebeka Pregelj, pevka sopranistka
- Sebastijan Pregelj (*1970), pisatelj
- Ula Pregelj (*1953), slikarka
- Vasko Pregelj (1948—1985), cineast, filmski ustvarjalec in publicist
- Vladimir N. Pregelj (1927—2019), ekonomist in publicist v ZDA (afera Watergate...)
- Žarko Pregelj (*1956), učitelj in politik